# Campeonato Europeu Júnior de Atletismo de 1995
O Campeonato Europeu Júnior de Atletismo de 1995 foi a 13ª edição do torneio organizada pela Associação Europeia de Atletismo para atletas com menos de vinte anos, classificados como Júnior. O evento foi realizado no Estádio Városi em Nyíregyháza na Hungria, entre 27 e 30 de julho de 1995. Teve como destaque a França com 12 medalhas, sendo 6 de ouro. 

## Resultados
Esses foram os resultados do campeonato. 

### Masculino
| Evento                       | Ouro                                                                        | Ouro     | Prata                                                                              | Prata     | Bronze                                                                         | Bronze   |
| ---------------------------- | --------------------------------------------------------------------------- | -------- | ---------------------------------------------------------------------------------- | --------- | ------------------------------------------------------------------------------ | -------- |
| 100 m                        | Dwain Chambers · Reino Unido                                                | 10.41    | Jamie Henthorn · Reino Unido                                                       | 10.41     | Angelos Pavlakakis · Grécia                                                    | 10.47    |
| 200 m                        | Marlon Devonish · Reino Unido                                               | 21.04    | Alessio Comparini · Itália                                                         | 21.21     | Dan Money · Reino Unido                                                        | 21.29    |
| 400 m                        | Mark Hylton · Reino Unido                                                   | 45.97    | Jacek Bocian · Polónia                                                             | 46.59     | Tsvetomir Marinov · Bulgária                                                   | 46.66    |
| 800 m                        | Roberto Parra · Espanha                                                     | 1:45.90  | André Bucher · Suíça                                                               | 1:46.73   | Wojciech Kałdowski · Polónia                                                   | 1:47.67  |
| 1.500 m                      | Reyes Estevez · Espanha                                                     | 3:45.74  | José Redolat · Espanha                                                             | 3:46.70   | Gert-Jan Liefers · Países Baixos                                               | 3:47.17  |
| 5.000 m                      | Benoit Zwierzchlewski · França                                              | 13:55.75 | Juan José Gomez · Espanha                                                          | 14:15.65  | Ivan Perez · Espanha                                                           | 14:17.83 |
| 10.000 m                     | Benoit Zwierzchlewski · França                                              | 29:46.42 | Ivan Perez · Espanha                                                               | 30:06.69  | Damiano Polti · Itália                                                         | 30:06.91 |
| 3.000 m com obstáculo        | Antonio Alvarez · Espanha                                                   | 8:50.75  | Christian Knoblich · Alemanha                                                      | 8:50.85   | Jerome Cochet · França                                                         | 8:52.92  |
| 110 m com barreiras          | Sven Pieters · Bélgica                                                      | 14.06    | Robert Kronberg · Suécia                                                           | 14.16     | Tomasz Ścigaczewski · Polónia                                                  | 14.18    |
| 400 m com barreiras          | Daniel Hechler · Alemanha                                                   | 50.42    | Marcel Schelbert · Suíça                                                           | 50.44     | Matthew Douglas · Reino Unido                                                  | 51.73    |
| 10 km marcha atlética        | Andreas Erm · Alemanha                                                      | 40:51.38 | Paquillo Fernández · Espanha                                                       | 41:02.34  | David Abellan · Espanha                                                        | 41:57.84 |
| Revezamento 4 x 100 metros   | Reino Unido · Dwain Chambers · Marlon Devonish · Jamie Henthorn · Dan Money | 39.43    | Itália · Aldo Alaimo · Giulio Ibba · Michele Paggi · Alessio Comparini             | 39.61 NJR | Alemanha · Alexander Kosenkow · Eduard Martin · Anthony Viel · Thorsten Schulz | 40.29    |
| Revezamento 4 x 400 metros   | Reino Unido · Geoff Dearman · Steven McHardy · Tom Lerwill · Mark Hylton    | 3:07.09  | França · Philippe Bouche · Ruddy Zami · Jean-Jacques Letzelter-Ebe · Robert Loubli | 3:07.72   | Polónia · Jacek Bocian · Piotr Haczek · Jacek Lewandowski · Marcin Trelka      | 3:09.65  |
| Salto em altura              | Oskari Frösén · Finlândia                                                   | 2.19 m   | Martin Buß · Alemanha                                                              | 2.19 m    | James Brierley · Reino Unido                                                   | 2.17 m   |
| Salto com vara               | Yevgeniy Smiryagin · Rússia                                                 | 5.50 m   | Timo Makkonen · Finlândia                                                          | 5.45 m    | Nicolas Jolivet · França                                                       | 5.40 m   |
| Salto em distância           | Roman Shchurenko · Ucrânia                                                  | 7.78 m   | Andrey Kislykh · Rússia                                                            | 7.76 m    | Dmitriy Mishka · Ucrânia                                                       | 7.74 m   |
| Salto triplo                 | Ronald Servius · França                                                     | 16.71 m  | Dmitriy Vassilyev · Bielorrússia                                                   | 16.14 m   | Paweł Zdrajkowski · Polónia                                                    | 15.96 m  |
| Arremesso de peso (6 kg)     | Tepa Reinikainen · Finlândia                                                | 17.20 m  | René Sack · Alemanha                                                               | 16.89 m   | Iker Sukia · Espanha                                                           | 16.74 m  |
| Arremesso de disco (1,75 kg) | Andrzej Krawczyk · Polónia                                                  | 58.22 m  | Mike Van Der Bilt · Países Baixos                                                  | 55.40 m   | Tolga Koseoglu · Alemanha                                                      | 52.06 m  |
| Lançamento de martelo        | Szymon Ziółkowski · Polónia                                                 | 75.42 m  | Nikolay Avlasevich · Bielorrússia                                                  | 68.80 m   | Vassiliy Shevchenko · Ucrânia                                                  | 68.64 m  |
| Arremesso de dardo (6 kg)    | Christian Nicolay · Alemanha                                                | 76.88 m  | Harri Haatainen · Finlândia                                                        | 74.28 m   | Daniel Gustafsson · Suécia                                                     | 72.38 m  |
| Decatlo                      | Glenn Lindqvist · Finlândia                                                 | 7363 pts | Rick Wassenaar · Países Baixos                                                     | 7299 pts  | Jiří Ryba · Chéquia                                                            | 7271 pts |

### Feminino
| Evento                       | Ouro                                                                           | Ouro     | Prata                                                                              | Prata    | Bronze                                                                               | Bronze   |
| ---------------------------- | ------------------------------------------------------------------------------ | -------- | ---------------------------------------------------------------------------------- | -------- | ------------------------------------------------------------------------------------ | -------- |
| 100 m                        | Frédérique Bangué · França                                                     | 11.48    | Nora Ivanova · Bulgária                                                            | 11.58    | Vyara Georgieva · Bulgária                                                           | 11.59    |
| 200 m                        | Nora Ivanova · Bulgária                                                        | 23.44    | Fabé Dia · França                                                                  | 23.68    | Sylviane Félix · França                                                              | 23.81    |
| 400 m                        | Olga Kotlyarova · Rússia                                                       | 52.03    | Andrea Burlacu · Roménia                                                           | 53.53    | Jitka Burianová · Chéquia                                                            | 53.69    |
| 800 m                        | Mioara Cosulianu · Roménia                                                     | 2:04.15  | Plamena Aleksandrova · Bulgária                                                    | 2:04.50  | Anca Safta · Roménia                                                                 | 2:04.55  |
| 1.500 m                      | Lidia Chojecka · Polónia                                                       | 4:17.29  | Lavinia Miroiu · Roménia                                                           | 4:19.11  | Jolanda Steblovnik · Eslovênia                                                       | 4:20.22  |
| 3.000 m                      | Denisa Costescu · Roménia                                                      | 9:13.44  | Anita Weyermann · Suíça                                                            | 9:15.45  | Olivera Jevtic · Iugoslávia                                                          | 9:15.61  |
| 10.000 m                     | Nadia Singeorzan · Roménia                                                     | 33:24.94 | Olivera Jevtić · Iugoslávia                                                        | 33:48.61 | Sadica Mihalache · Roménia                                                           | 34:10.22 |
| 100 m com barreiras          | Yelena Ovcharova · Ucrânia                                                     | 13.09    | Natasha Danvers · Reino Unido                                                      | 13.46    | Linda Ferga · França                                                                 | 13.61    |
| 400 m com barreiras          | Ionela Tîrlea · Roménia                                                        | 56.04    | Ulrike Urbansky · Alemanha                                                         | 57.21    | Rikke Ronholt · Dinamarca                                                            | 57.71    |
| 5 km marcha atlética         | Sofia Avoila · Portugal                                                        | 22:13.23 | Olga Panfyorova · Rússia                                                           | 22:24.95 | Jana Weidemann · Alemanha                                                            | 22:30.90 |
| Revezamento 4 x 100 metros   | Alemanha · Caroline Elmers · Esther Möller · Carmen Bertmaring · Marion Wagner | 44.77    | Itália · Elena Sordelli · Manuela Grillo · Fabiana Cosolo · Manuela Levorato       | 45.37    | Polónia · Magdalena Kamińska · Justyna Dybowska · Anna Głowacka · Aurelia Trywiańska | 45.56    |
| Revezamento 4 x 400 metros   | França · Sandrine Thiébaud · Cindy Ega · Pierre-Marie Marival · Sylviane Félix | 3:32.79  | Rússia · Marina Kozlova · Irina Mistyukevich · Natalya Misyakova · Olga Kotlyarova | 3:36.10  | Reino Unido · Liz Williams · Joanne Sloane · Allison Curbishley · Louretta Thorne    | 3:38.23  |
| Salto em altura              | Viktoriya Styopina · Ucrânia                                                   | 1.91 m   | Kajsa Bergqvist · SuéciaYuliya Lyakhova · Rússia                                   | 1.89 m   |                                                                                      |          |
| Salto em distância           | Linda Ferga · França                                                           | 6.56 m   | Cristina Nicolau · Roménia                                                         | 6.35 m   | Iliana Ilieva · Bulgária                                                             | 6.25 m   |
| Salto Triplo                 | Teresa Marinova · Bulgária                                                     | 13.90 m  | Tatyana Lebedeva · Rússia                                                          | 13.88 m  | Melinda Marton · Roménia                                                             | 13.71 m  |
| Arremesso de peso (6 kg)     | Corrie De Bruin · Países Baixos                                                | 17.76 m  | Yanina Korolchik · Bielorrússia                                                    | 16.95 m  | Olga Ryabinkina · Rússia                                                             | 16.55 m  |
| Arremesso de disco (1,75 kg) | Corrie De Bruin · Países Baixos                                                | 57.46 m  | Olga Tsander · Bielorrússia                                                        | 54.66 m  | Lieja Koeman · Países Baixos                                                         | 53.24 m  |
| Lançamento de dardo          | Taina Uppa · Finlândia                                                         | 60.72 m  | Miréla Manjani · Albânia                                                           | 59.36 m  | Angeliki Tsiolakoudi · Grécia                                                        | 54.76 m  |
| Heptatlo                     | Annu Montell · Finlândia                                                       | 5546 pts | Yelizaveta Shalygina · Rússia                                                      | 5476 pts | Katja Ripatti · Finlândia                                                            | 5394 pts |

## Quadro de medalhas
| Ordem | País          | Medalha de ouro | Medalha de prata | Medalha de bronze | Total |
| ----- | ------------- | --------------- | ---------------- | ----------------- | ----- |
| 1     | França        | 6               | 2                | 4                 | 12    |
| 2     | Reino Unido   | 5               | 2                | 4                 | 11    |
| 3     | Finlândia     | 5               | 2                | 1                 | 8     |
| 4     | Alemanha      | 4               | 4                | 3                 | 11    |
| 5     | Roménia       | 4               | 3                | 3                 | 10    |
| 6     | Espanha       | 3               | 4                | 3                 | 10    |
| 7     | Polónia       | 3               | 1                | 5                 | 9     |
| 8     | Ucrânia       | 3               | 0                | 2                 | 5     |
| 9     | Rússia        | 2               | 6                | 1                 | 9     |
| 10    | Bulgária      | 2               | 2                | 3                 | 7     |
| 11    | Países Baixos | 2               | 2                | 2                 | 6     |
| 12=   | Bélgica       | 1               | 0                | 0                 | 1     |
| 12=   | Portugal      | 1               | 0                | 0                 | 1     |
| 14    | Bielorrússia  | 0               | 4                | 0                 | 4     |
| 15    | Itália        | 0               | 3                | 1                 | 4     |
| 16    | Suíça         | 0               | 3                | 0                 | 3     |
| 17    | Suécia        | 0               | 2                | 1                 | 3     |
| 18    | Albânia       | 0               | 1                | 0                 | 1     |
| 19=   | Grécia        | 0               | 0                | 2                 | 2     |
| 19=   | Chéquia       | 0               | 0                | 2                 | 2     |
| 21    | Iugoslávia    | 0               | 1                | 1                 | 2     |
| 22=   | Dinamarca     | 0               | 0                | 1                 | 1     |
| 22=   | Eslovênia     | 0               | 0                | 1                 | 1     |
| Total | Total         | 41              | 42               | 40                | 123   |